# Kazuki Ito
Kazuki Ito (伊藤 和基 Ito Kazuki?, nacido el 8 de agosto de 1987 en Chiba) es un exfutbolista japonés.Jugaba de delantero y su último club fue el YSCC Yokohama de Japón. 

## Trayectoria

### Clubes
| Club          | País  | Año         |
| ------------- | ----- | ----------- |
| Arte Takasaki | Japón | 2010 - 2011 |
| YSCC Yokohama | Japón | 2012 - 2014 |

## Estadística de carrera

### J. League
| Club          | Año   | J. League | J. League | Copa J. League | Copa J. League | Total | Total |
| Club          | Año   | Part.     | Goles     | Part.          | Goles          | Part. | Goles |
| ------------- | ----- | --------- | --------- | -------------- | -------------- | ----- | ----- |
| YSCC Yokohama | 2014  | 10        | 1         | -              | -              | 10    | 1     |
| Total         | Total | 10        | 1         | 0              | 0              | 10    | 1     |